# Wonoasih (plaats)
Wonoasih is een bestuurslaag in het regentschap Probolinggo van de provincie Oost-Java, Indonesië. Wonoasih telt 3543 inwoners (volkstelling 2010).